# Nádraží v Berlíně

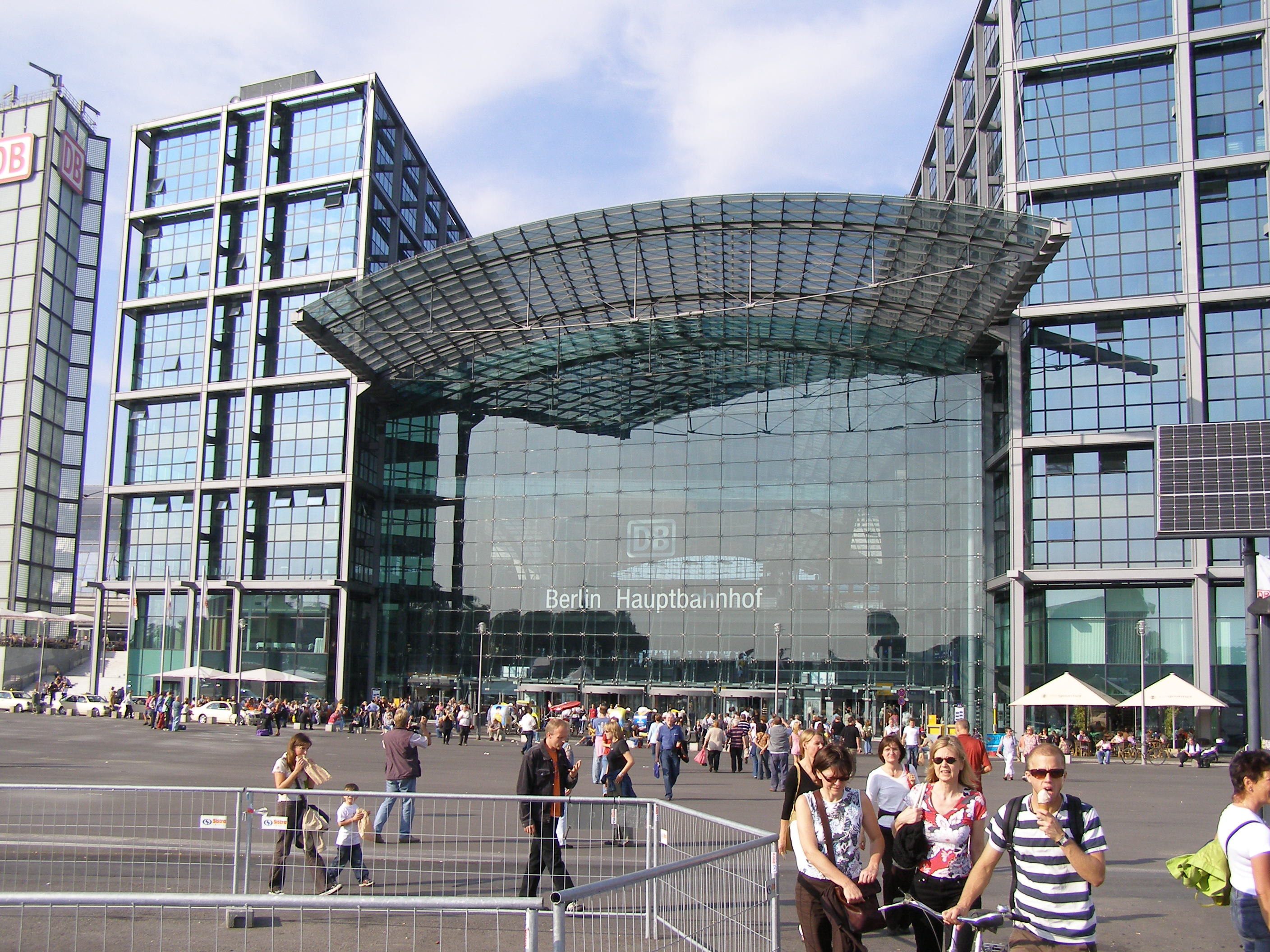
Berlin Hauptbahnhof, nové hlavní nádraží z roku 2006

V hlavní městě Německa Berlíně bylo až do roku 2006 vždy mnoho nádraží, ale dominující hlavní, ústřední nádraží nikdy neexistovalo. Železniční spojení s německými městy a oblastmi přejímalo vždy více nádraží, která obstarávala spojení paprskovitě různými směry (a byla spolu spojena městskou dráhou S-Bahn). 
Během rozdělení Berlína v jistém smyslu roli hlavního nádraží převzalo nádraží Berlin Zoologischer Garten v Západním Berlíně a Berlin Ostbahnhof ve Východním Berlíně. V současnosti je největším berlínským nádražím Berlin Hauptbahnhof (hlavní nádraží), které bylo otevřené v květnu 2006 na místě bývalého Lehrter Bahnhof. Berlin Hauptbahnhof je též považováno za největší nádraží Evropy. Dosavadní významná nádraží tak slouží nyní převážně městské a regionální dopravě.

## Významná berlínská nádraží
- Berlin Hauptbahnhof (v překladu Berlín hlavní nádraží, 2006), průjezdné nádraží, dříve na tomto místě stálo Lehrter Bahnhof (Lehrtské nádraží, 1868–1951)
- Berlin Zoologischer Garten (také Berlin ZOO, v překladu Berlín zoologická zahrada, 1882), průjezdné nádraží, původně a nyní už má jen regionální význam, ale po dobu rozdělení města bylo nejvýznamnějším nádražím Západního Berlína.
- Berlin Ostbahnhof (Berlín východní nádraží) Vystřídalo několik názvů, původně Frankfurter Bahnhof (Frankfurtské nádraží, 1842–1845) a 'Schlesischer Bahnhof (Slezské nádraží, od 1852). V provozu od roku 1842, od roku 1882 průjezdné. Po dobu rozdělení města bylo nejvýznamnějším nádražím Východního Berlína, v letech 1987–1998 se jmenovalo Berlin Hauptbahnhof.
- Berlin Anhalter Bahnhof (Berlín anhaltské nádraží) bylo koncové nádraží zprovozněné roku 1841 a rozšířené roku 1880, provoz zastaven roku 1952. Roku 1960 bylo až na fragment zbouráno.
- Berlin Potsdamer Bahnhof (Berlín postupimské nádraží)
- Stettiner Bahnhof (Berlín štětínské nádraží)
- Berlin Hamburger Bahnhof (Berlín hamburské nádraží) bylo koncové nádraží zprovozněné roku 1846. Patřilo k nejstarším nádražím v Německu. Osobní doprava byla pozastavena roku 1884 vzhledem ke konkurenci v blízkosti se nacházejícího Lehrtského nádraží. Do 80. let 20. století bylo nádraží v malém měřítku používáno pro nákladní dopravu. Od roku 1906 zde sídlilo stavební a dopravní muzeum, od roku 1996 Muzeum pro současné umění.
- Berlin Friedrichstraße, průjezdní nádraží, v provozu od roku 1882. Po dobu rozdělení města zde byl jediný hraniční přechod. Dnes slouží hlavně regionální dopravě (S-Bahn, metro).
- Berlin Görlitzer Bahnhof (Berlín zhořelecké nádraží), koncové nádraží; v provozu 1866–1951, do roku 1976 postupně zbouráno. Dnes se podle něj jmenuje jen stanice metra.

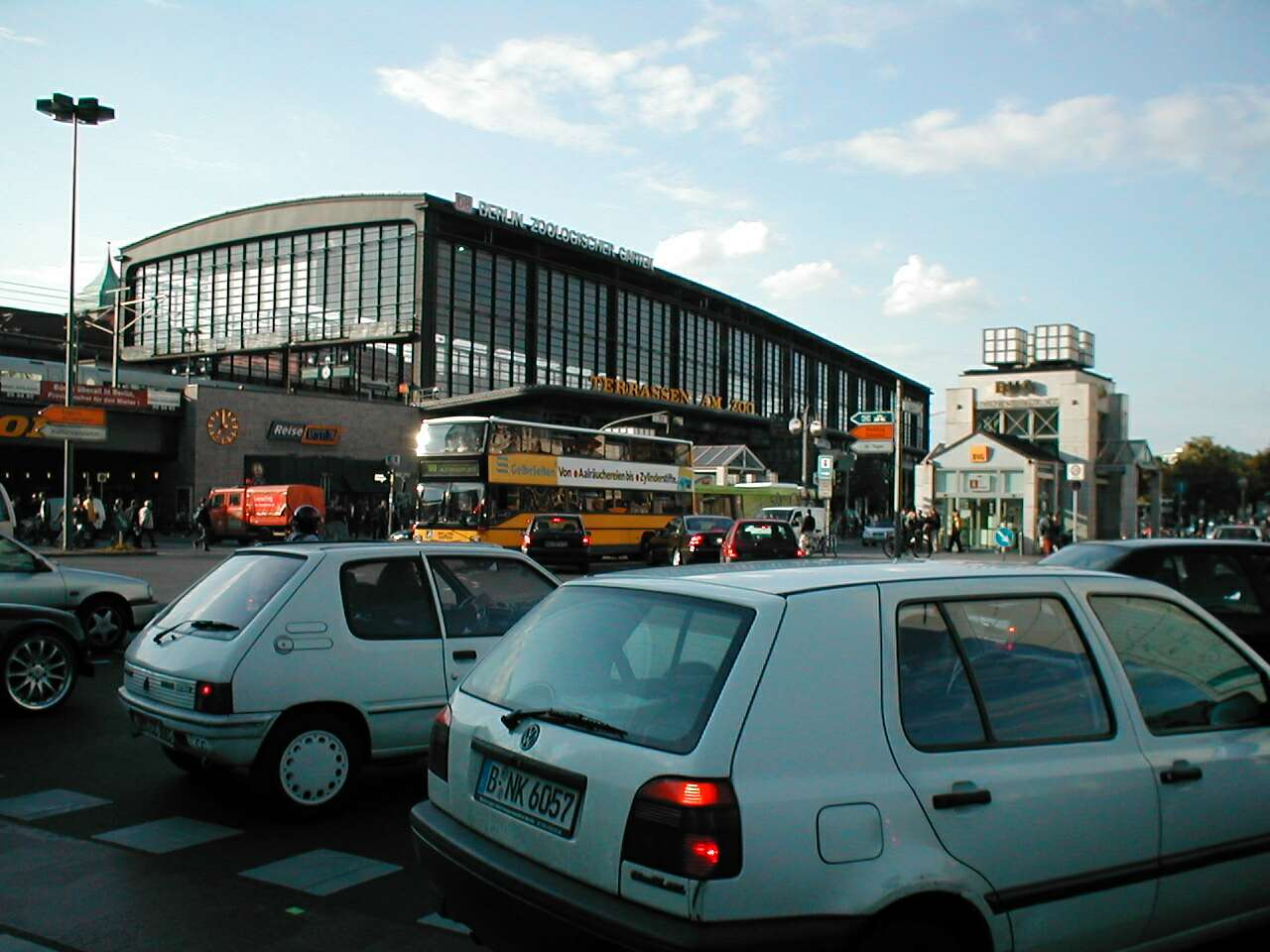
Berlin Zoologischer Garten
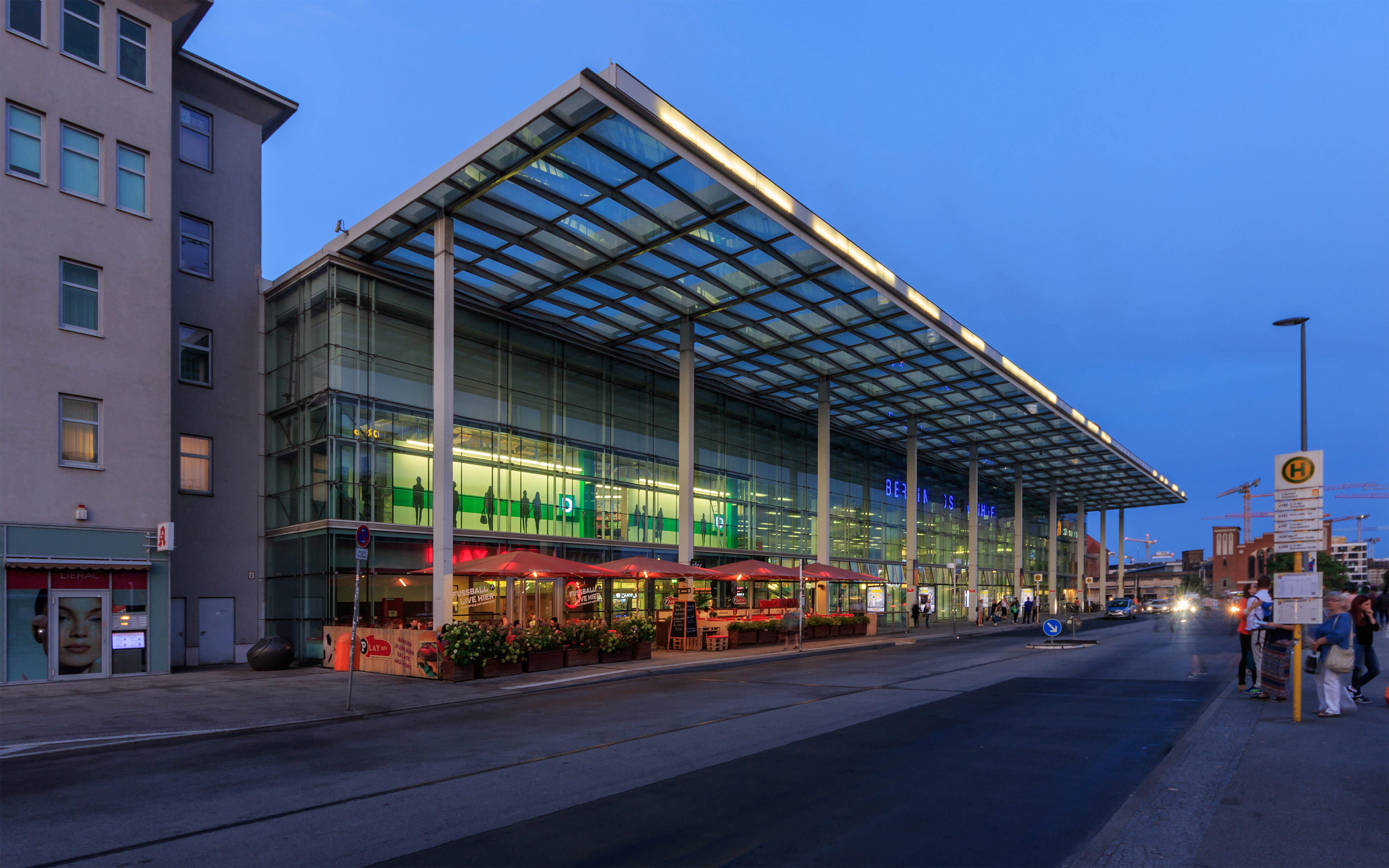
Berlin Ostbahnhof
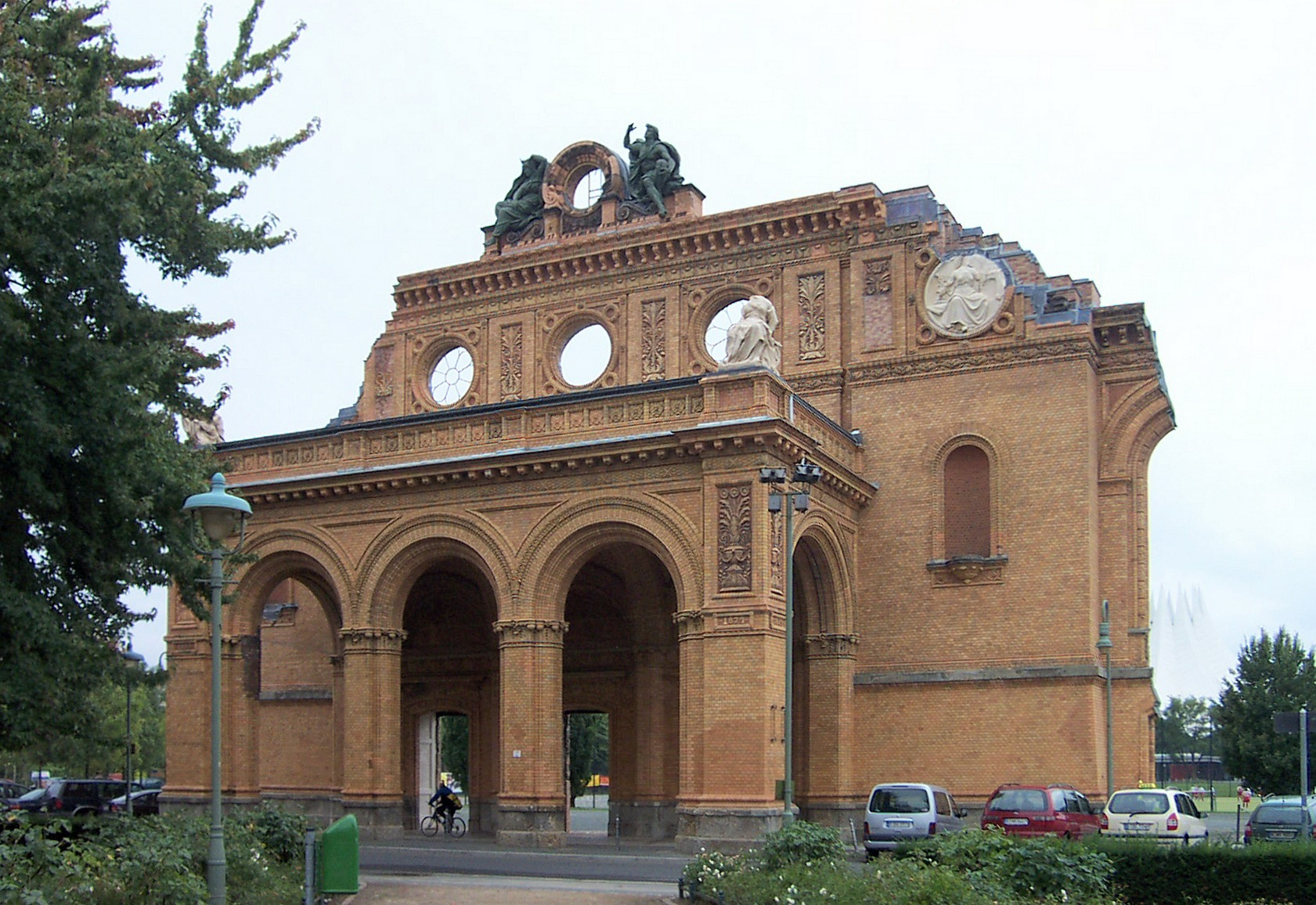
Anhalter Bahnhof
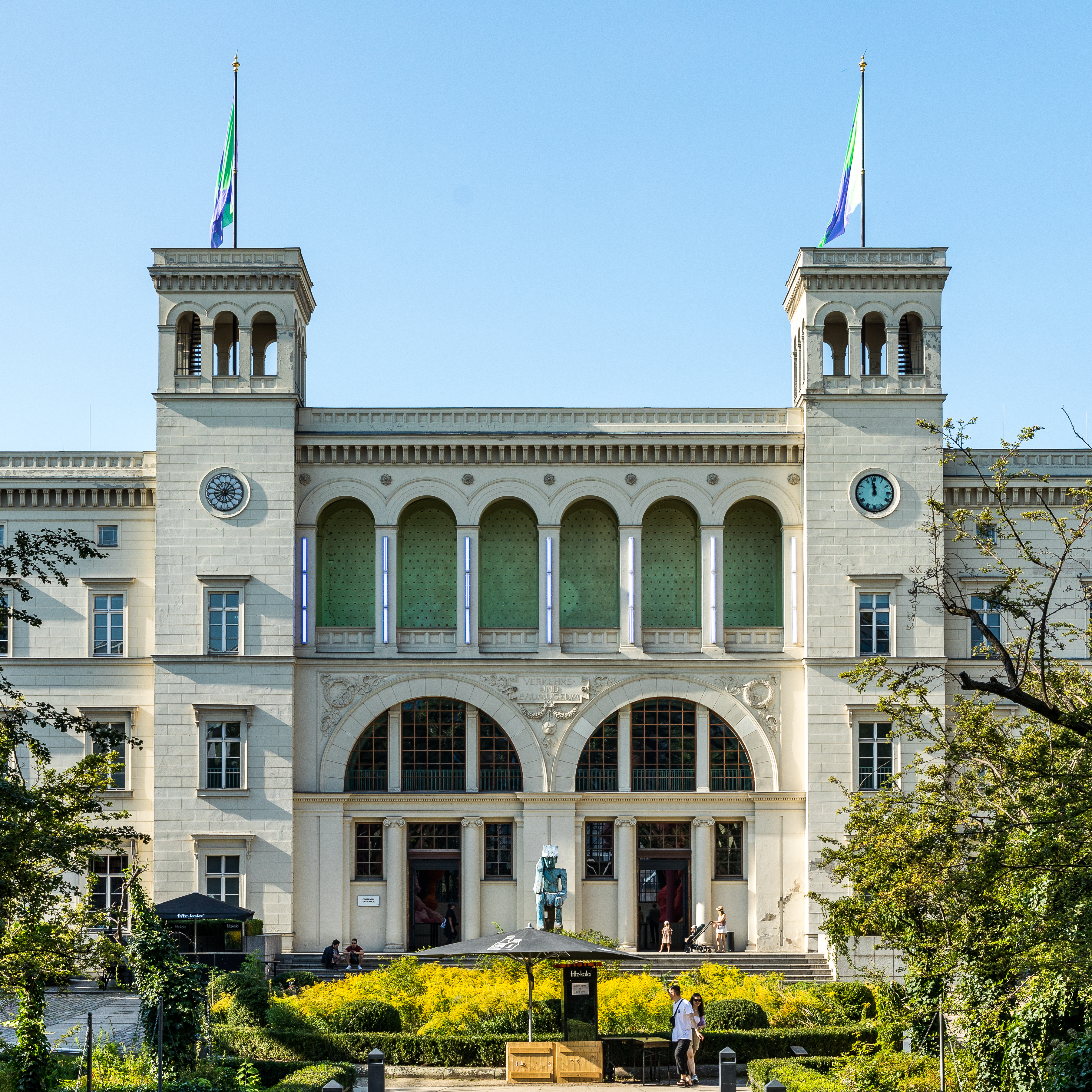
Hamburger Bahnhof
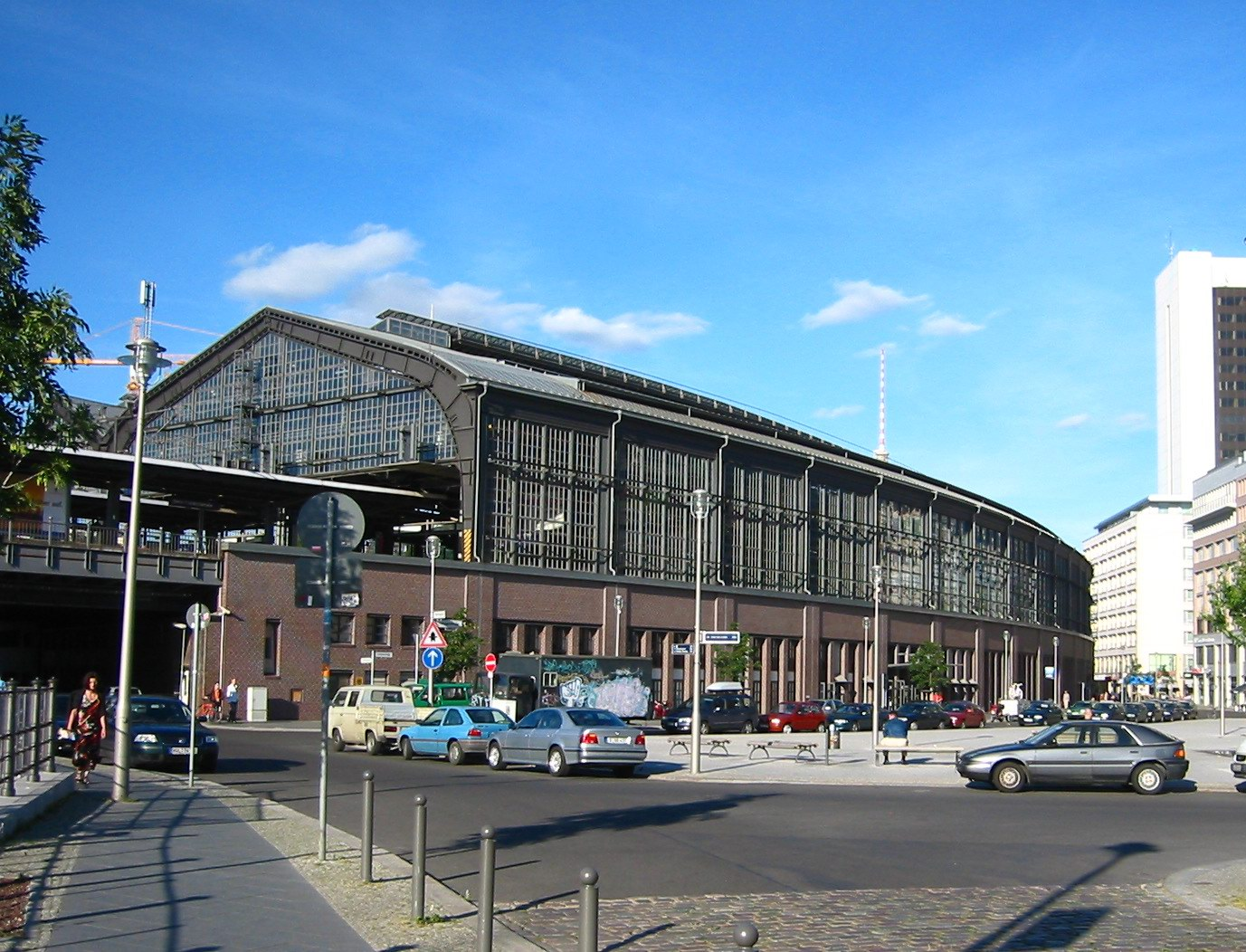
Berlin Friedrichstraße
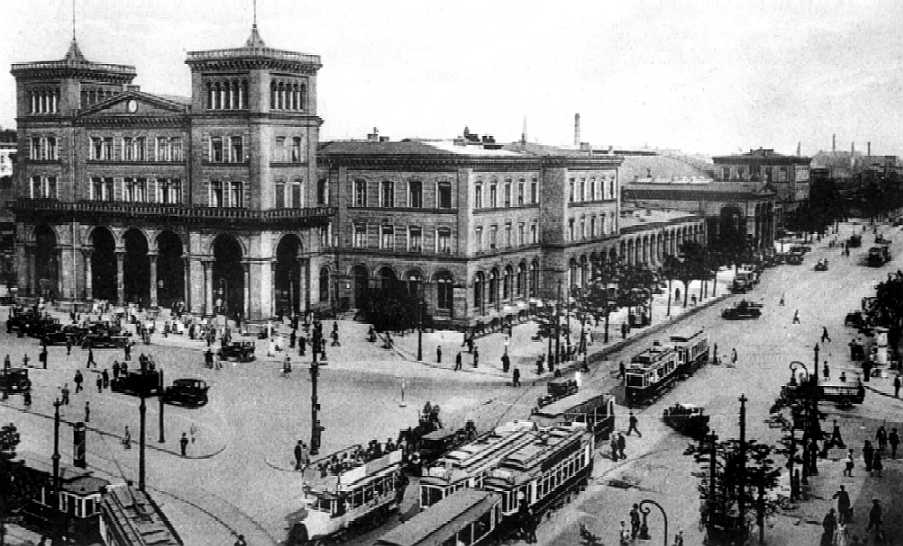
Görlitzer Bahnhof, foto z roku 1928

## Některá další nádraží
- Berlin Charlottenburg
- Berlin Gesundbrunnen
- Berlin Spandau
- Berlin Wansee
- Berlin Südkreuz
- Berlin Frohnau
- Berlin Mexikoplatz
- Berlin Alexanderplatz
- Berlin Baumschulenweg
- Berlin Botanischer Garten
- Berlin Bellevue
- Berlin Betriebsbf Rummelsburg
- Berlin Betriebsbf Schöneweide
- Berlin Bundesplatz
- Berlin Buckower Chaussee
- Berlin Hermannstrasse
- Berlin Hackescher Markt
- Berlin Heerstrasse
- Berlin Heidelberger Platz
- Berlin Hohenzollerndamm
- Berlin Humboldthain
- Berlin Hirschgarten
- Berlin Schönefeld Flughafen
- Berlin Savignyplatz
- Berlin Schichauweg
- Berlin Tiegarten